# Semiothisa crassisquama
Semiothisa crassisquama là một loài bướm đêm trong họ Geometridae.